# Taenaris fulvida
Taenaris fulvida är en fjärilsart som beskrevs av Butler 1870. Taenaris fulvida ingår i släktet Taenaris och familjen praktfjärilar. Inga underarter finns listade i Catalogue of Life.